# Piaseczna Górka
Piaseczna Górka – wieś w Polsce położona w województwie świętokrzyskim, w powiecie kieleckim, w gminie Morawica.
W latach 1975–1998 miejscowość administracyjnie należała do województwa kieleckiego.
Położona jest 10 km od centrum Kielc w kierunku południowym. Piaseczna Górka jest wielodrożnicą. Główna ulica miejscowości to ulica Żurawia, tam też znajduje się sklep osiedlowy, a także przystanki odjazdu busów. Wieś jest w pełni zinfrastrukturyzowana. Nawierzchnia asfaltowa jest położona na każdej ulicy, a z obu stron okolona jest chodnikami. Posiada drużynę piłkarską, która w 2008 roku zadebiutowała w rozgrywkach gminnej ligi piłki nożnej. Boisko znajduje się przy ulicy Słowiczej tam też znajduje się plac zabaw. Miejscowość jest w pełni zelektryfikowana. Piaseczna Górka należy do parafii Morawica. Dzieci zamieszkujące wieś uczęszczają do SP w Bilczy. Do Piasecznej Górki kursuje linia 45 MPK, a także busy osobowe.